# Fresque murale en hommage aux victimes de mai 1967
La Fresque murale en hommage aux victimes de mai 1967 est un monument du XXIe siècle, créé par le plasticien guadeloupéen Philippe Laurent (d) .
Installée devant le collège Nestor-de-Kermadec, rue Dubouchage à Pointe-à-Pitre, chef-lieu de la Guadeloupe (France), la fresque se situe à proximité des lieux où se sont déroulés les événements tragiques qu'elle commémore : les massacres de mai 1967.

## Description
L'œuvre, inaugurée le 26 mai 2007, a été entièrement financée par souscription populaire.
Elle représente, sous la forme d'un bas-relief, une scène se déroulant en mai 1967 sur la place de la Victoire à Pointe-à-Pitre : des gardes mobiles et des CRS armés faisant face à des manifestants. Les gardes mobiles tirent sur les manifestants, dont certains seront mortellement touchés. Parmi eux, Jacques Nestor (d)  et Ary Pincemaille (d) . 
Un texte poétique est peint à gauche de la fresque, sous lequel se trouve également une plaque descriptive. 
Après la restauration de l’œuvre en 2020, dirigée par l'artiste plasticien Sanmyel (à l'origine du premier croquis), un événement est organisé au court duquel sera présent le musicien Admiral T,, parrain de l'opération. 
Une nouvelle plaque, apposée dans l'angle inférieur droit de la fresque, signale cette rénovation.

## Galerie

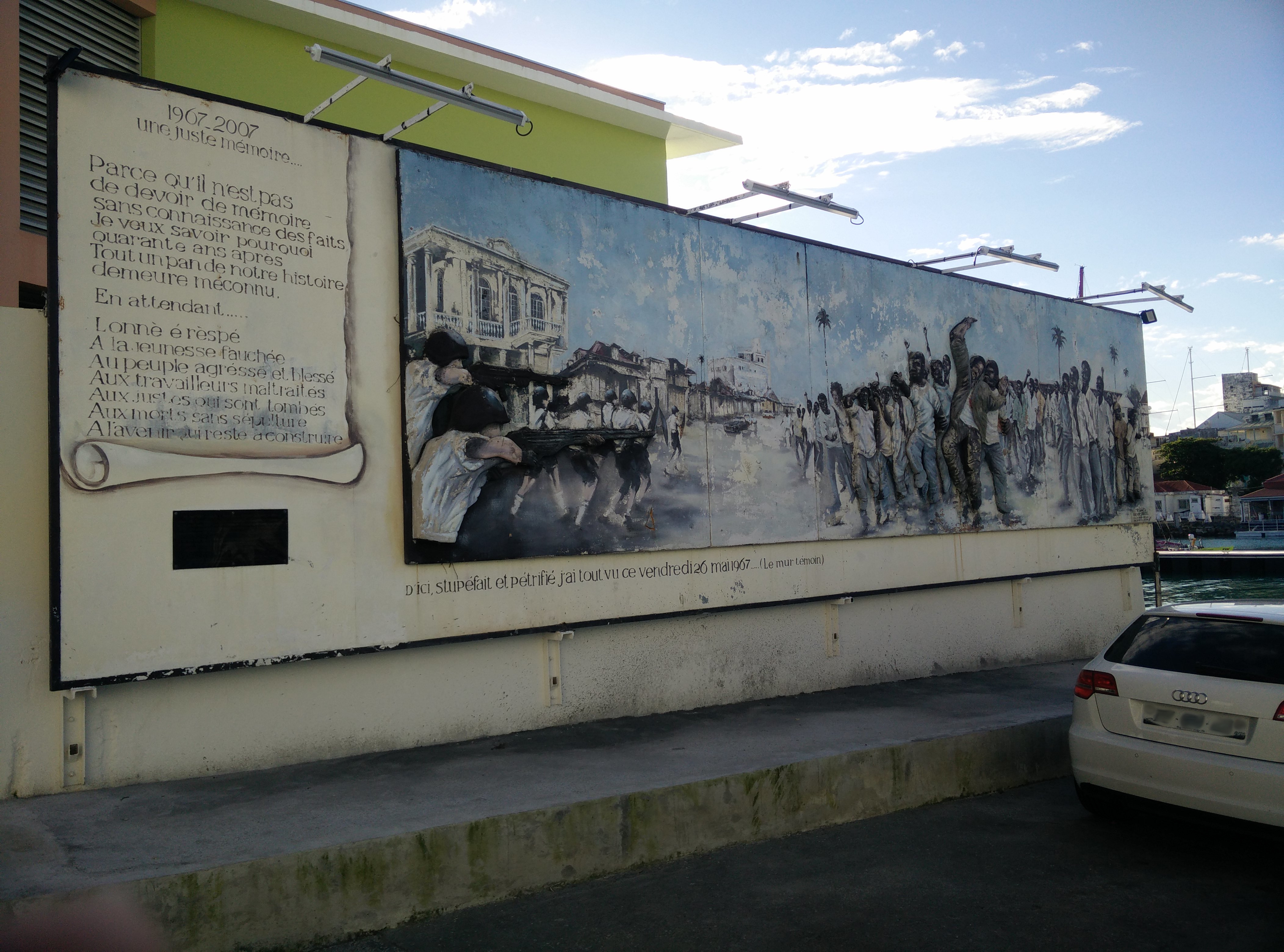
Fresque murale en hommage aux victimes des émeutes de mai 1967, Pointe-à-Pitre
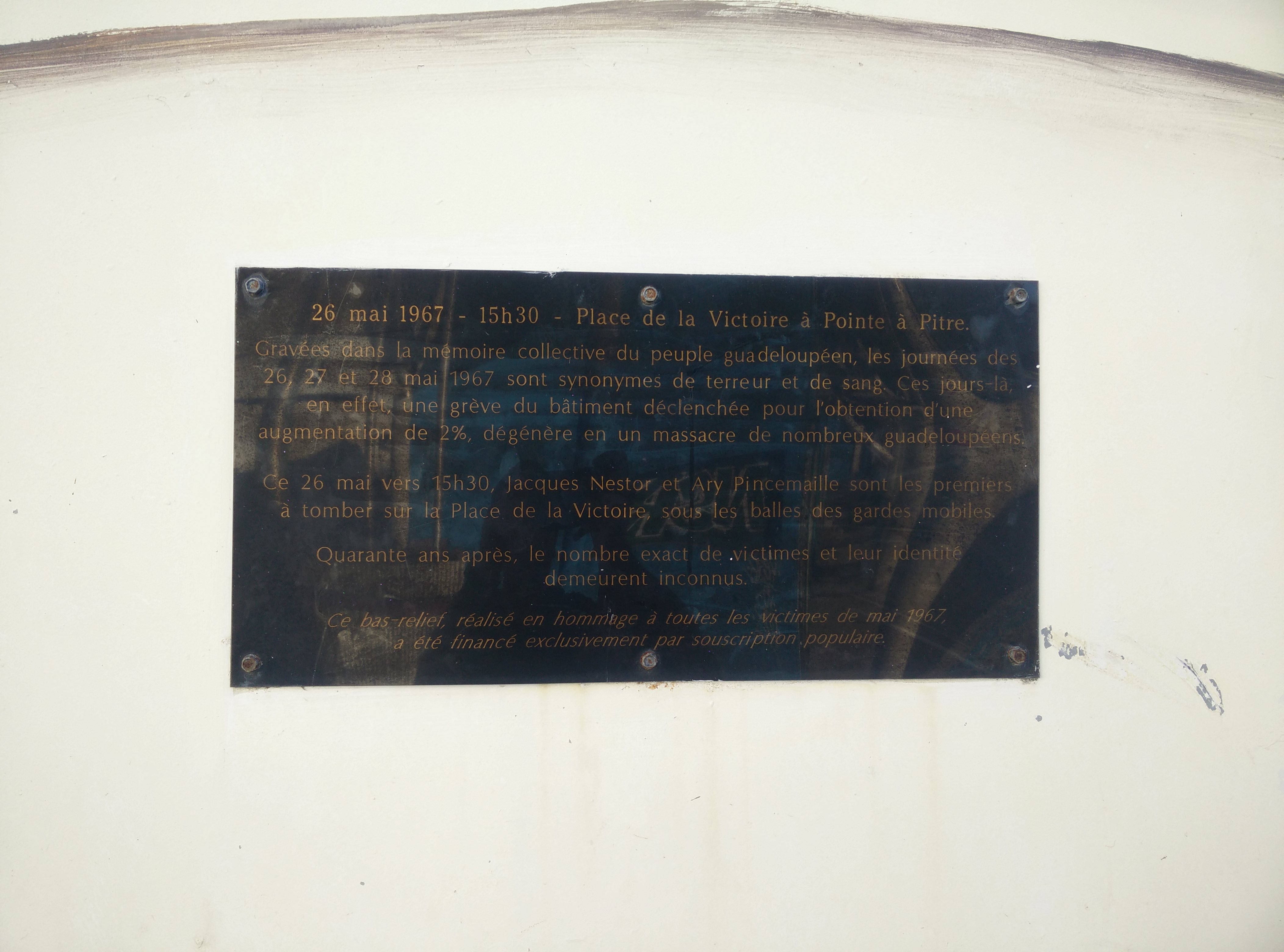
Plaque descriptive de la fresque murale en hommage aux victimes des émeutes de mai 1967, Pointe-à-Pitre